# Gene Sharp
Gene Sharp (North Baltimore, 21 januari 1928 – Boston, 28 januari 2018) was een Amerikaans politicoloog, bekend om zijn boeken over geweldloos verzet van burgers tegen een autoritaire overheid of regering. Sharp geloofde in de macht van gewone mensen om  dictators te verdrijven, want hij was ervan overtuigd dat ook een despoot niet zonder de steun van de massa kan doorregeren. Zijn ideeën hebben invloed gehad op demonstranten bij diverse revoluties vanaf het einde van de 20ste eeuw, met name in Oost-Europa en het Midden-Oosten, zoals de Arabische Lente. Sharp werd diverse keren genomineerd voor de Nobelprijs voor de vrede,

maar kreeg hem uiteindelijk niet.

## Levensloop
De vader van Gene Sharp was een protestantse predikant die op verschillende plekken benoemd werd. Zijn moeder werkte als lerares. Al in zijn tienerjaren schreef Sharp over de opkomst van totalitaire systemen, kernwapens en de strijd tegen rassenongelijkheid. 

Sharp studeerde aan de Ohio State University, de staat waarin hij geboren en getogen was. In 1951 behaalde hij zijn Master of Arts in de sociologie. Tussen 1953 en 1954 zat hij, als pacifist, negen maanden in de cel vanwege zijn verzet tegen de inzet van dienstplichtigen in de Koreaanse Oorlog. In 1955 verhuisde hij naar Londen en werkte als redacteur van het weekblad Peace News.

Sharp promoveerde in 1968 aan de universiteit van Oxford. Daarna keerde hij terug naar de V.S. om hoogleraar politieke wetenschap te worden aan de universiteit van Massachusetts. Vanaf 1965 was hij tegelijkertijd wetenschappelijk onderzoeker aan Harvard. In 1983 richtte Sharp het Albert Einstein Instituut op, een ideële organisatie die tot doel kreeg om de studie en het strategisch gebruik van geweldloze acties in conflicten wereldwijd te bevorderen.

## Werk en ideologie
Gebaseerd op de kennis opgedaan tijdens zijn promotieonderzoek publiceerde Sharp in 1973 zijn boek The Politics of Nonviolent Action. Het boek bevat een pragmatische analyse van het werk van onder anderen Mohandas Gandhi en Henry David Thoreau. Daarnaast beschreef Sharp acties van geweldloze verzetsbewegingen, en hoe deze ondanks het afzien van geweld, politieke macht konden vergaren.
In 1993 publiceerde hij From Dictatorship to Democracy: A Conceptual Framework for Liberation, een handboek voor geweldloos verzet. Activisten wereldwijd brachten elkaar op de hoogte van zijn bruikbare tips en vertaalden het veelal zelf. Het boekje telt slechts 93 pagina’s en is inmiddels verschenen in 40 talen. Het boek kan nog steeds gratis gedownload worden.

Voorbeelden van opstanden waarbij het Einstein Instituut achter de schermen een rol speelden zijn de opstanden in Centraal en Oost-Europa die leidden tot de val van het IJzeren Gordijn in 1988-1989, de onafhankelijkheidsverklaringen van de Baltische Staten in 1991 en diverse revoluties in Centraal-Azië. Hetzelfde geldt voor landen als Georgië in 2003, Oekraïne in 2004-2005 en de revoluties in de Arabische wereld in 2011.
Sharp kent wereldwijd veel bewonderaars, zoals Srdja Popovic, een van de leiders van de verzetsbeweging Otpor!,(Verzet!), die het aftreden van president Slobodan Milošević teweeg bracht.
 Hij zegt dat Sharp hem geïnspireerd heeft en tot op de dag van vandaag bestudeert hij zijn boeken, omdat de mensenrechten en de democratie nog voortdurend bedreigd worden.
In 2005 verscheen van de hand van Sharp het boek Waging Nonviolent Struggle: 20th Century Practice and 21st Century Potential. Hierin analyseerde hij recente conflicten waarin groeperingen geweldloos verzet inzetten en wat daaruit geleerd kan worden.

## Ondermijnen politieke macht
Dictatoriale staten ontwikkelen verschillende methodes om gehoorzaamheid af te dwingen, zoals veiligheidsdiensten, rechtbanken en legers. Daarnaast zijn het creëren van een persoonlijkheidscultus rondom een machthebber of het gebruikmaken van religieuze normen en waarden niet ongebruikelijk. De beloning voor gehoorzaamheid zijn titels, rijkdom of macht. Op ongehoorzaamheid volgt straf.
Een van Sharps belangrijkste stellingen is dat politieke macht niet automatisch gebonden is aan de machthebbers van een land alleen. Volgens hem berust de macht, ongeacht de staatsinrichting van een land, altijd bij de wil van de bevolking om de machthebbers te gehoorzamen. Hij sluit hierbij aan op de ideeën van
Étienne de La Boétie.
Het is zaak voor verzetsbewegingen om zwakke plekken in de machtsstructuur te analyseren en te benutten. Zo wist het verzet tegen Khadaffi een generaal over te halen om over te lopen en uiteindelijk sloot deze zich met zijn eigen soldaten en bewapening bij het verzet aan.

## Geweldloos verzet
Geweldloos verzet is geen ethische, maar een pragmatische keuze, volgens Sharp. Geweld is contraproductief en speelt machthebbers in de kaart. Het regime gebruikt regelmatig provocateurs, die infiltreren in de verzetsbewegingen om juist geweld uit te lokken.

Sharp was zich er terdege van bewust dat verzet tegen de dictatuur levens kan kosten. Geweldloos verzet zal, volgens hem, altijd slachtoffers maken, maar minder dan wanneer men zijn toevlucht neemt tot het toepassen van geweld. Van het grootste belang achtte hij planning en strategie. Terugkijkend op de (mislukte) opstand op het Plein van de Hemelse Vrede in 1989, constateert hij dat er onnodig veel doden vielen onder de demonstranten, omdat er een gebrek aan organisatie was.

Belangrijk advies van Sharp aan een onderdrukte bevolking is om je niet te laten reduceren  tot één gelijkgeschakeld deeltje van de massa. Hij pleit voor persoonlijk, individueel verzet.
Sharp kreeg vaak kritiek, met name van autocratische regimes dat hij overal mensen opstookte, maar in feite samenspande met de CIA.  In 2008 publiceerden meer dan 100 wetenschappers en activisten, onder wie Noam Chomsky en Daniel Ellsberg een open brief, waarin zij hun steun betuigden aan Sharp, die, volgens hen, “een bron van inspiratie was voor generaties van progressieve, vredes-, mensenrechten en milieuactivisten wereldwijd.”

## Voorbeelden van acties
Enkele van de 198 methodes die Gene Sharp vermeldt in zijn boek From dictatorship to democracy:
- spandoeken
- bedrijf politieke jiujitsu, worstel met de machthebbers en maak jezelf verantwoordelijk voor je eigen bevrijding
- burgerlijke ongehoorzaamheid
- vlagvertoon met symbolische kleuren
- lawaai maken vanaf het balkon
- vernietiging  van eigen bezit
- de autoriteiten uitdagen
- benader politie agenten en benadruk dat je beide slachtoffer bent van het regime
- consumentenboycot
- met tegenzin en traag bevelen van de autoriteiten opvolgen
- muiterij

Bij al deze methodes gaf hij aan welk niveau van risico, gedegen voorbereiding en krachtdadigheid eraan verbonden was.